# Piotr Pletniov
Piotr Aleksandrovitx Pletniov (en rus: Пётр Александрович Плетнёв) (21 d'agost de 1792, Tbeletxi, Imperi Rus - 10 gener 1866, París, França) fou un literat i crític literari rus, preceptor del futur tsar Alexandre II.
Pletniov fou educat al Seminari Ortodox de Tver i a l'Institut Pedagògic Principal a Sant Petersburg. Després de graduar-se fou professor a diverses escoles secundàries de Sant Petersburg. Aleksandr Puixkin, del qual era amic, li dedicà el seu Eugene Onegin. Quan el gran poeta morí el 1837, Pletniov passà a dirigir la revista literària El Contemporani (en rus: Современник, Sovreménnik), abans de vendre-la a Nikolai Nekràssov i a Ivan Panàiev el 1846. Fou rector de la Universitat Imperial de Sant Petersburg des de 1840 fins a 1861, després d'haver estat professor de literatura russa i fou nomenat membre de l'Acadèmia Russa de les Ciències a Sant Petersburg.
S'oposà com a crític literari a Vissarion Belinski i a les opinions liberals d'alguns periodistes. En contraposició a tota politització, elogià escriptors tan diversos com Vassili Jukovski, Nikolai Gógol o Fiódor Dostoievski. És enterrat al cementiri Tikhvin del Monestir de Sant Alexandre Nevski a Sant Petersburg.